# Dactylochelifer syriacus
Dactylochelifer syriacus är en spindeldjursart som beskrevs av Beier 1955. Dactylochelifer syriacus ingår i släktet Dactylochelifer och familjen tvåögonklokrypare. Inga underarter finns listade i Catalogue of Life.